# Stand by Your Man
Stand by Your Man(스탠 바이 유어 맨)은 1968년, 태미 와이넷(Tammy Wynette)과 빌리 쉐릴(Billy Sherrill)이 공동으로 작사, 작곡을 하고, 태미 와이넷이 부른 노래이다. 와이넷의 곡 중 가장 크게 히트를 했고, 컨트리 뮤직 사상 가장 많이 알려진 노래 중의 하나이다.

## 작곡
1968년 싱글로 나오자, 미국 컨트리 차트에서 그해 말(11월 23일 ~ 12월 7일) 1위를, 그리고 장르를 넘어서 미국 팝 차트의 상위권(19위)까지 랭크되었다. 이로 인해 와이넷은 그저 약간 성공한 컨트리 가수가 아니라 진정 수퍼스타의 한 사람이 되었다. 영국에서도 크게 히트를 했고, 1975년에 앨범이 나왔다. 1968년 미국에서 발매된 동일한 이름의 앨범 역시 크게 성공을 거뒀다.
1968년 에픽(Epic) 스튜디오에서 놀랍게도 15분 만에 쓰였는데, 와이넷의 프로듀서 중의 한 사람인 빌리 쉐릴의 한 아이디어에서 비롯되었다고 한다. 이 노래에 대한 기대가 처음부터 상당한 것은 아니어서, 쉐릴은 이 곡의 발매 전에 와이넷의 또 다른 노래인 "D-I-V-O-R-C-E"가 와이넷의 가장 큰 히트곡이 될 것이라고 말했다가 나중에 "Stand by Your Man"의 성공을 눈으로 본 뒤에 자신의 생각을 바꿨다.

## 여성 운동
1960년대말과 1970년대 초까지 미국에 여성 운동의 바람이 격렬하게 불었다. 노래로 인해 페미니스트들로부터 비난을 받게 된 와이넷은 여성들에게 남성의 둘째 지위에 서라는 것이 아니라, 다만 진정 사랑하는 사람을 위해서 그의 단점과 잘못을 너그럽게 보아 넘기라는 제안일 뿐이라고 자신의 노래를 방어하였다. 이 노래를 둘러싼 논쟁은 쉽게 사그라들지 않았으며, 1990년대 초 힐러리 클린턴이 CBS의 〈60분〉(60 Minutes)과 인터뷰 중에 자신은 
"태미 와이넷의 노래에서처럼 남자옆에 그냥 서 있는 여자는 아니다"
고 말함으로써 다시 한 번 쟁점으로 부각되기도 했다

## 영화에 삽입
- 《블루스 브라더스》(The Blues Brothers, 1980)에서 댄 애크로이드(Dan Aykroyd)와 존 벨루시(John Belushi)가 불렀다.

## 드라마
- JTBC 《밥 잘 사주는 예쁜 누나》 사운드트랙 11번으로 수록되었다.
- JTBC <멜로가 체질> 16회, 비오는 장면에 삽입 되었다

## 같이 보기
- 페미니즘
- Angel of the Morning